# Göran Forsmark
Rolf Göran Forsmark (* 4. Februar 1955 in Malmberget; † 11. August 2020 in Sundbyberg) war ein schwedischer Schauspieler.
Forsmark studierte von 1976 bis 1979 an der Teaterhögskolan i Malmö und arbeitete seitdem als Theaterschauspieler. Des Weiteren war er auch als Filmschauspieler an mehreren schwedischen Film- und Fernsehproduktionen beteiligt.

## Filmografie (Auswahl)
- 1979: Våning för 4 (Fernsehserie)
- 1995: 30:e november
- 1996: Die Spur der Jäger (Jägarna)
- 1997: Wild Angel (Vildängel)
- 1997: Ich hätte Nein sagen können (Sanning eller konsekvens)
- 1997: Mein Freund der Scheich (Min vän shejken i Stureby) (Fernsehserie)
- 1997: Under ytan
- 1998: Die tätowierte Witwe (Den tatuerade änkan)
- 1998: Kommissar Beck – Die neuen Fälle – Auge um Auge (Beck – Öga för öga)
- 1998 & 2000: Skärgårdsdoktorn (Fernsehserie)
- 2000: Tod auf See (Hassel – Förgörarna)
- 2000: Livet är en schlager
- 2001: Jordgubbar med riktig mjölk
- 2002: Den förste zigenaren i rymden
- 2004: 6 Points
- 2004: Populärmusik aus Vittula (	Populärmusik från Vittula)
- 2006: Baba's Car (Babas bilar)
- 2006: Att göra en pudel
- 2006: Möbelhandlarens dotter (Fernsehserie)
- 2007: Colorado Avenue
- 2008: Istället för Abrakadabra
- 2008: Verdict Revised – Unschuldig verurteilt (Oskyldigt dömd) (Fernsehserie)
- 2011: Tjuvarnas jul (Fernseh-Weihnachtsserie)